# Jílovice u Českého Meziříčí

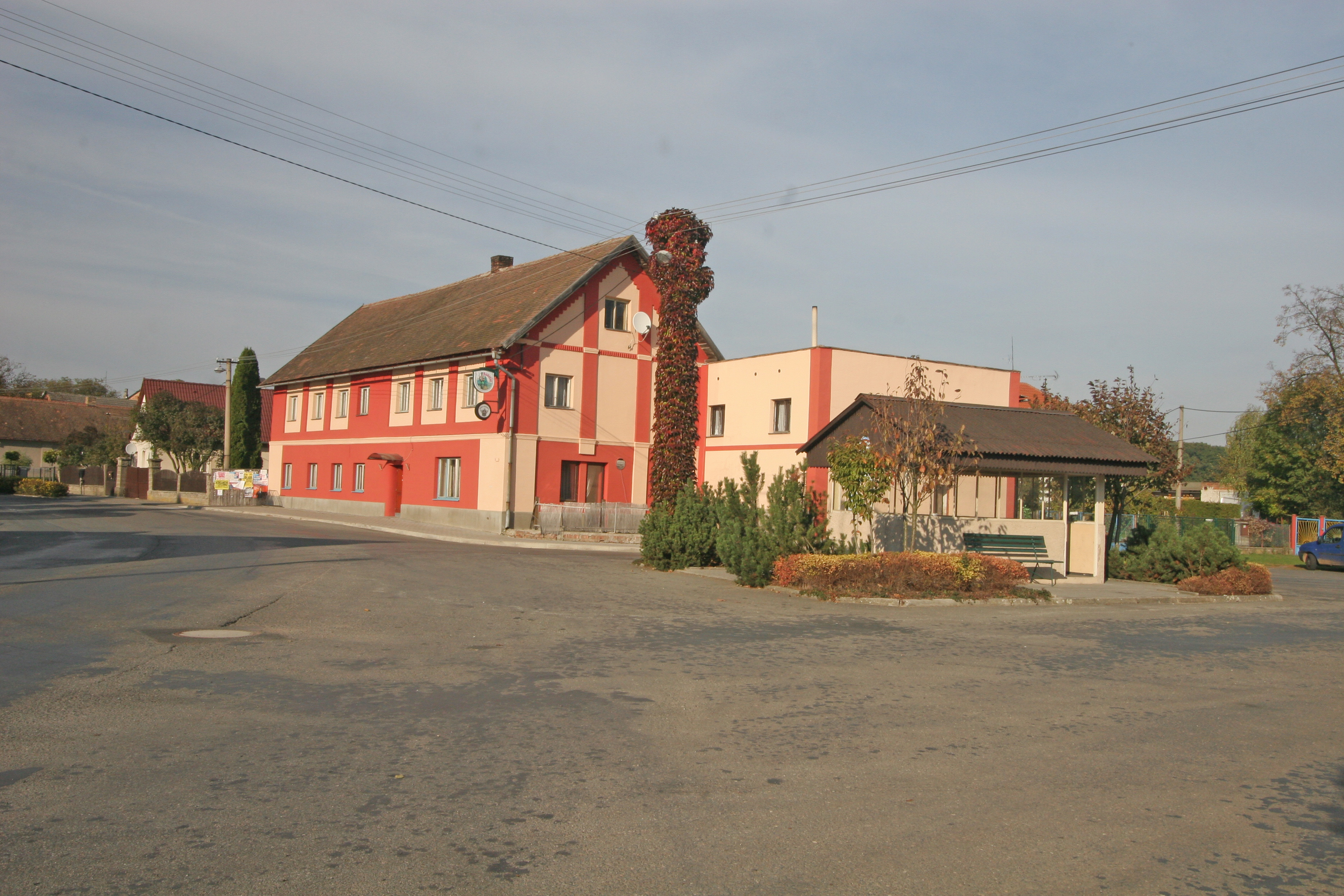
Gasthaus

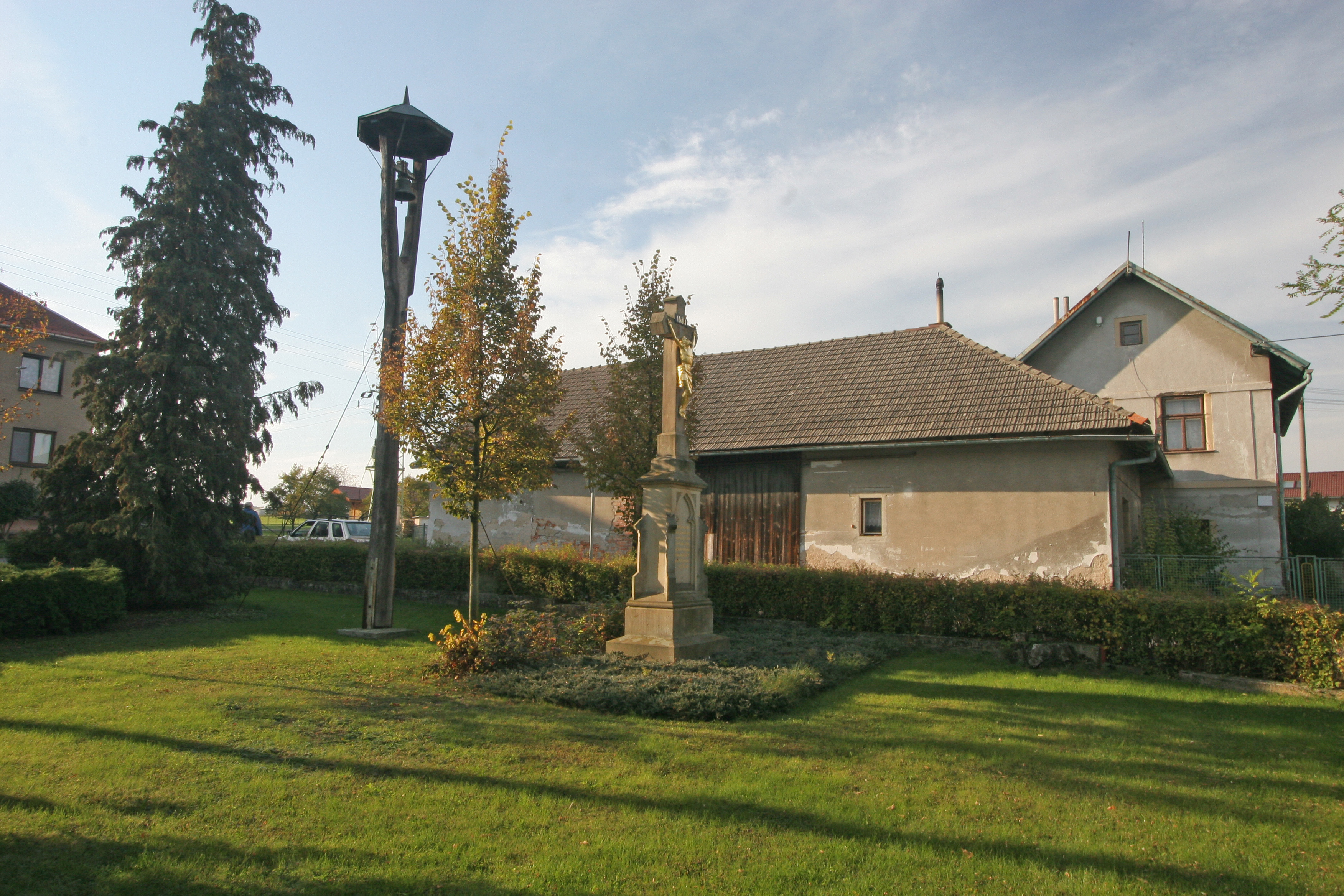
Kreuz und Dorfglocke

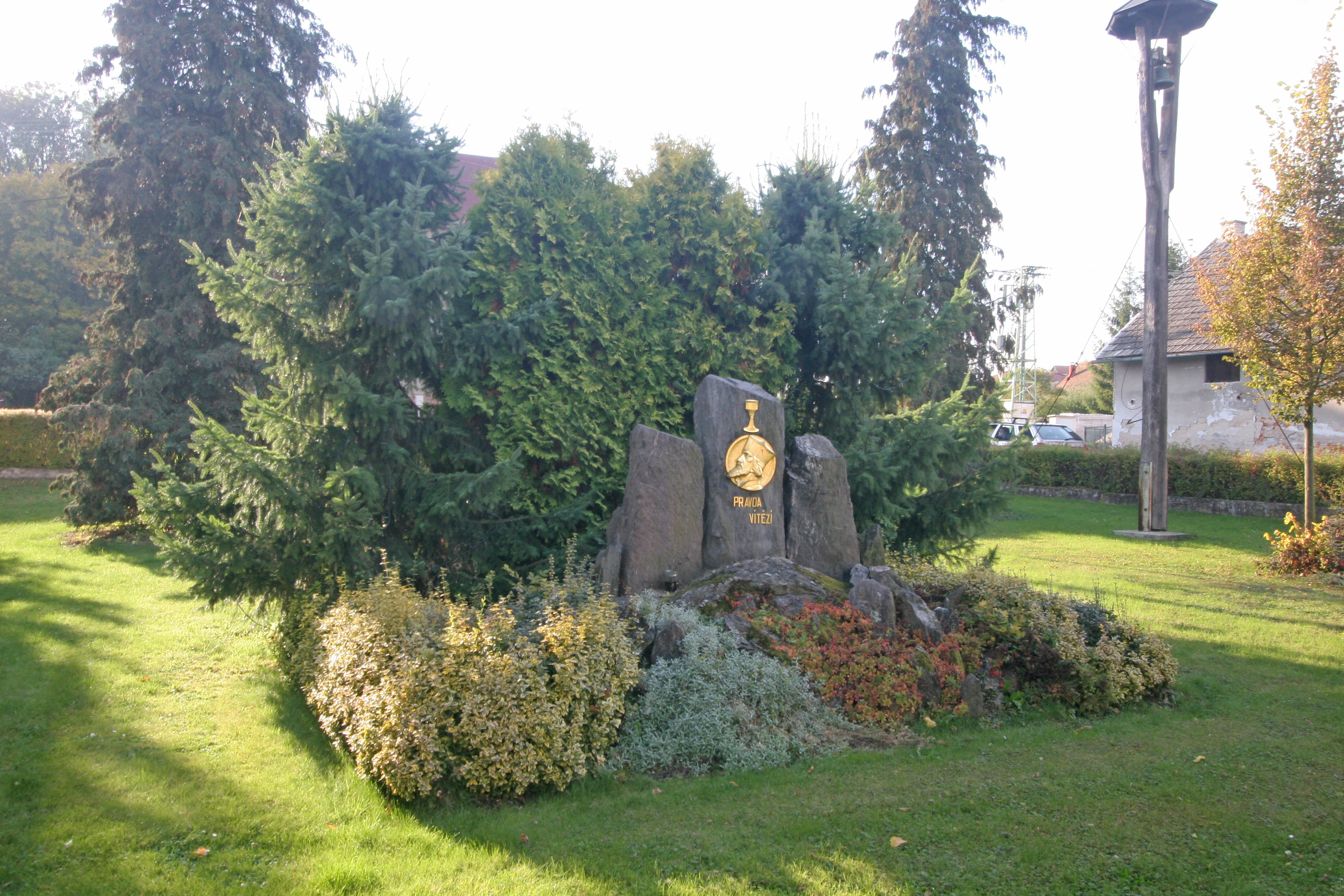
Jan Hus-Gedenkstein

Jílovice (deutsch Gilowitz, auch Jillowitz) ist eine Gemeinde in Tschechien. Sie liegt 14 Kilometer nordöstlich des Stadtzentrums von Hradec Králové und gehört zum Okres Hradec Králové.

## Geographie
Jílovice befindet sich im Quellgebiet des Baches Jílovický potok auf der Černilovská tabule (Czernilower Tafel). Nördlich erhebt sich die Hora (285 m n.m.), südöstlich die Potočkova stráň (277 m n.m.), südlich die Homole (312 m n.m.) und die Lohová (311 m n.m.) sowie nordwestlich der Hřiby (294 m n.m.).
Nachbarorte sind Skršice und Tošov im Norden, České Meziříčí, Mochov, Vranov und Mokré im Nordosten, Dobříkovec und Městec im Osten, Podolí im Südosten, Vysoký Újezd, Jeníkovice und Polsko im Süden, Libníkovice im Südwesten, Horní Černilov und Dolní Černilov im Westen sowie Výrava im Nordwesten.

## Geschichte
Jílovice wurde nach Ansicht des Historikers Josef Doberský-Pohl wie die umliegenden Ortschaften während des Landesausbaus im 12. oder 13. Jahrhundert gegründet. Auf einer im Böhmerwaldmuseum Sušice befindlichen Nachzeichnung einer 1151 gefertigten Karte der Gegend ist das Dorf bereits eingetragen. Es wird angenommen, dass Jílovice im 14. Jahrhundert zunächst unter der Verwaltung des Kollegiatkapitels auf dem Vyšehrad stand und dann in den Besitz des Zisterzienserklosters Heiligenfeld überging. Nachdem das Kloster 1420 durch die Königgrätzer Orebiten unter Aleš Vřešťovský von Riesenburg zerstört worden war, bemächtigte sich wahrscheinlich Johann Městecký von Opočno des Dorfes.
Die erste urkundliche Erwähnung von Jílovice erfolgte 1458; sie weist das Dorf als Teil der Herrschaft Opočno aus. Der Ortsname leitet sich wahrscheinlich vom alttschechischen Wort „jílovati“ her, das sich hier gewiss auf den Plänerabbau am Hřiby und nicht die Goldgewinnung bezieht. Zum Ende des 15. Jahrhunderts erwarben die Herren Trčka von Lípa die Herrschaft Opočno. Nach dem Tode von Jan Rudolf Trčka von Lípa wurde die Herrschaft Opočno durch König Ferdinand II. konfisziert und 1635 an die Brüder Hieronymus und Rudolf von Colloredo-Waldsee verpfändet. Später folgten die Grafen Colloredo-Mannsfeld, die die Herrschaft bis zur Mitte des 19. Jahrhunderts besaßen. In der Seelenliste von 1651 sind für Jílovice 13 Anwesen ausgewiesen; im Ort lebten 80 Personen, davon waren 30 im Kindesalter.
Im Jahre 1836 bestand das im Königgrätzer Kreis gelegene Dorf Gilowitz, auch Jillowitz genannt, aus 57 Häusern, in denen 343 Personen, darunter 148 Protestanten, lebten. Katholischer Pfarrort war Hoch-Augezd, das protestantische Pastorat war in Kloster. Bis zur Mitte des 19. Jahrhunderts blieb Gilowitz der Herrschaft Opotschno untertänig.
Nach der Aufhebung der Patrimonialherrschaften bildete Jílovice ab 1849 im Gerichtsbezirk Opočno. Ab 1868 gehörte die Gemeinde zum Bezirk Neustadt an der Mettau. 1949 wurde Jílovice dem Okres Dobruška zugeordnet; dieser wurde im Zuge der Gebietsreform von 1960 aufgehoben und die Gemeinde dem Okres Rychnov nad Kněžnou zugeordnet. Mit Beginn des Jahres 1981 wurde Jílovice nach České Meziříčí eingemeindet; seit dem 24. November 1990 besteht die Gemeinde wieder. Die Gemeinden Běleč nad Orlicí, Blešno, Jeníkovice, Jílovice, Ledce, Očelice, Třebechovice pod Orebem und Vysoký Újezd gründeten im Oktober 1999 die „Mikroregion Třebechovicko“.  Zum 1. Januar 2007 wurde die Gemeinde dem Okres Hradec Králové zugeordnet.

## Gemeindegliederung
Für die Gemeinde Jílovice sind keine Ortsteile ausgewiesen.
Das Gemeindegebiet bildet den Katastralbezirk Jílovice u Českého Meziříčí.

## Sehenswürdigkeiten
- Jan Hus-Gedenkstein, steinernes Kreuz und Dorfglocke auf dem Dorfplatz

## Legende
Über die Gründung von Jílovice hält sich eine Legende, über ein großes Feuer in Dobruška, das in der ersten Hälfte des 16. Jahrhunderts im Haus des Bürgers Martin Čáp ausgebrochen und 26 Häuser erfasst haben soll. Čáp wurde dafür verurteilt und auf sein Gesuch vom Grundherrn Trčka von Lípa mit der Auflage, sich 10 Meilen von Dobruška entfernt zu halten, begnadigt. Daraufhin soll er das Dorf Jílovice gegründet haben.